# Атомная масса
А́томная ма́сса — масса атома. Единица измерения в СИ — килограмм, обычно применяется внесистемная единица — атомная единица массы.

## Общие сведения
Одним из фундаментальных свойств атома является его масса. Абсолютная масса атома — величина чрезвычайно малая. Так, атом водорода имеет массу около 1,67⋅10−24 г. Поэтому в химии (преимущественно для практических целей) значительно удобнее пользоваться относительной (условной) величиной, которую называют относительной атомной массой или просто атомной массой и которая показывает, во сколько раз масса атома данного элемента больше массы атома другого элемента, принятой за единицу измерения массы.
В качестве единицы измерения атомных и молекулярных масс принята 1⁄12 часть массы нейтрального атома наиболее распространённого изотопа углерода 12C. Эта внесистемная единица измерения массы получила название атомная единица массы (а. е. м.) или дальтон (обозначение: Да; единица названа в честь Дж. Дальтона).
Разность между атомной массой изотопа и его массовым числом называется избытком массы (обычно его выражают в МэВ). Он может быть как положительным, так и отрицательным; причина его возникновения — нелинейная зависимость энергии связи ядер от числа протонов и нейтронов, а также различие в массах протона и нейтрона.
Зависимость атомной массы изотопа от массового числа такова: избыток массы положителен у водорода-1, с ростом массового числа он уменьшается и становится отрицательным, пока не достигается минимум у железа-56, потом начинает расти и возрастает до положительных значений у тяжёлых нуклидов. Это соответствует тому, что деление ядер, более тяжёлых, чем железо, высвобождает энергию, тогда как деление лёгких ядер требует энергии. Напротив, слияние ядер легче железа высвобождает энергию, слияние же элементов тяжелее железа требует дополнительной энергии.
Атомная масса химического элемента (также «средняя атомная масса», «стандартная атомная масса») является средневзвешенной атомной массой всех существующих в природе стабильных и нестабильных изотопов данного химического элемента с учётом их природной (процентной) распространённости в земной коре и атмосфере. Именно эта атомная масса представлена в периодической таблице Д. И. Менделеева, её используют в стехиометрических расчётах. Атомная масса элемента с нарушенным изотопным соотношением (например, обогащённого каким-либо изотопом) отличается от стандартной. Для моноизотопных элементов (таких как иод, золото и т. п.) атомная масса элемента совпадает с атомной массой его единственного представленного в природной смеси изотопа. Для химических элементов, отсутствующих в природе (синтетических химических элементов), таких как технеций, кюрий и т. п., в качестве атомной массы элемента условно указывают массовое число наиболее стабильного из известных изотопов этого элемента; такие значения в таблице Менделеева традиционно указываются в квадратных скобках.
Наиболее точные значения атомных масс, измеренные на текущий момент, можно найти в регулярно, раз в несколько лет выходящей под эгидой ИЮПАК публикации Atomic Mass Evaluation (AME). На 2022 год последней публикацией является AME2020.

## Относительная атомная масса
Относи́тельная а́томная ма́сса (устаревшее название — атомный вес) — значение массы атома, выраженное в атомных единицах массы, определяется как отношение массы атома данного элемента к 1⁄12 массы нейтрального атома изотопа углерода 12C. Из определения следует, что относительная атомная масса является безразмерной величиной.

## Молекулярная (молярная) масса
Молекулярной массой химического соединения называется сумма атомных масс элементов, составляющих его, умноженных на стехиометрические коэффициенты элементов по химической формуле соединения. Строго говоря, масса молекулы меньше массы составляющих её атомов на величину, равную энергии связи молекулы (см. выше). Однако этот дефект массы на 9—10 порядков меньше массы молекулы, и им можно пренебречь.
Определение моля (и числа Авогадро) выбирается таким образом, чтобы масса одного моля вещества (молярная масса), выраженная в граммах (на моль), была численно равна атомной (или молекулярной) массе этого вещества. Например, атомная масса железа равна 55,847 а. е. м. Следовательно, один моль железа (то есть количество атомов железа, равное числу Авогадро, ≈6,022⋅1023) имеет массу 55,847 г.
Прямое сравнение и измерение масс атомов и молекул выполняется с помощью масс-спектрометрических методов.

## История
При вычислениях атомных масс изначально (с начала XIX века, по предложению Дж. Дальтона; см. Атомистическая теория Дальтона) за единицу массы [относительную] принимали массу атома водорода как самого лёгкого элемента и по отношению к нему вычисляли массы атомов других элементов. Но так как атомные массы большинства элементов определяются, исходя из состава их кислородных соединений, то фактически вычисления производились по отношению к атомной массе кислорода, которая принималась равной 16; отношение между атомными массами кислорода и водорода считали равным 16 : 1. Впоследствии более точные измерения показали, что это отношение равно 15,874 : 1 или, что то же самое, 16 : 1,0079, — в зависимости от того, к какому атому — кислорода или водорода — относить целочисленное значение. Изменение атомной массы кислорода повлекло бы за собой изменение атомных масс большинства элементов. Поэтому было решено оставить для кислорода атомную массу 16, приняв атомную массу водорода равной 1,0079.
Таким образом, за единицу атомной массы принималась 1⁄16 часть массы атома кислорода, получившая название кислородной единицы. В дальнейшем было установлено, что природный кислород представляет собой смесь изотопов, так что кислородная единица массы характеризует среднее значение массы атомов природных изотопов кислорода (кислорода-16, кислорода-17 и кислорода-18), которое оказалось непостоянным из-за природных вариаций изотопного состава кислорода. Для атомной физики такая единица оказалась неприемлемой, и в этой отрасли науки за единицу атомной массы была принята 1⁄16 часть массы атома кислорода 16O. В результате оформились две шкалы атомных масс — химическая и физическая. Наличие двух шкал атомных масс создавало большие неудобства. Величины многих констант, рассчитанных по физической и химической шкалам, оказывались различными. Это неприемлемое положение привело к введению углеродной шкалы атомных масс вместо кислородной.
Единая шкала относительных атомных масс и новая единица атомной массы принята Международным съездом физиков (1960) и унифицирована Международным съездом химиков (1961; спустя 100 лет после 1-го Международного съезда химиков), вместо предыдущих двух кислородных единиц атомной массы — физической и химической. Кислородная химическая единица равна 0,999957 новой углеродной единицы атомной массы. В современной шкале относительные атомные массы кислорода и водорода равны соответственно 15,9994 : 1,0079… Поскольку новая единица атомной массы привязана к конкретному изотопу, а не к среднему значению атомной массы химического элемента, природные изотопные вариации не сказываются на воспроизводимости этой единицы.